# مسودة دستور إسبانيا 1929

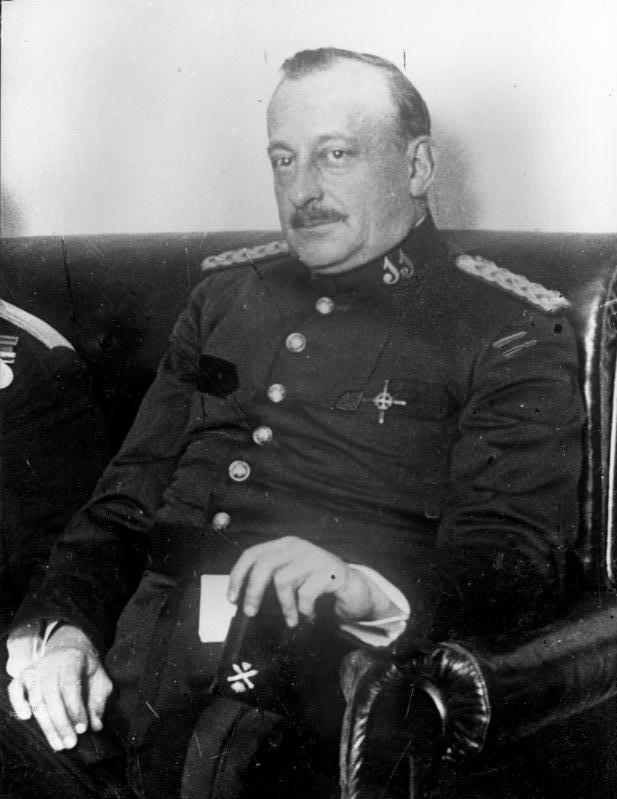
الدكتاتور ميغيل بريمو دي ريفيرا كان المروج لمشروع الدستور في البداية، ولكنه انتقده بعدها.

مشروع مسودة دستور 1929 وأطلق عليه النظام الأساسي للملكية الإسبانية، وهو مشروع دستور -أو الأفضل خطاب منح- أعده القسم الأول من الجمعية الاستشارية الوطنية التي شكلتها حكومة بريمو دي ريفيرا الديكتاتورية في أكتوبر 1927. حيث أراد المجلس أن يكون القانون الأساسي الجديد لملكية ألفونسو الثالث عشر ليحل محل الدستور الليبرالي لسنة 1876 الذي عطل منذ انتصار انقلاب بريمو دي ريفيرا في سبتمبر 1923. حيث أراد إقامة نظام استبدادي في اسبانيا غير ليبرالي وغير ديمقراطي، وتقليص ممارسة الحقوق والحريات بقوة، ولم يقسم السلطات الثلاث ولم يعترف بالسيادة الوطنية، ولم يتم انتخاب سوى نصف أعضاء البرلمان المكون من مجلس واحد، بينما تم اختيار النصف الآخر من «التعاونيات» والملك، وخفضت صلاحيات الأعضاء وسلطاتهم بشكل كبير لصالح التاج ومجلس المملكة وهي مؤسسة جديدة ذات سمات النظام القديم - يحمل نفس اسم الهيئة التالية في حقبة ديكتاتورية فرانكو. حطم المشروع تاريخ إسبانيا الدستوري حيث لم يكن أحد راضيا عنه ولا حتى الدكتاتور، بسبب الصلاحيات الواسعة الممنوحة للملك على حساب رئيس الحكومة، لذلك لم تناقش في الجلسة العامة للجمعية الاستشارية الوطنية ولم يدخل حيز التنفيذ. وبعد سبعة أشهر من اصداره في 5 يوليو 1929 قدم الجنرال ميغيل بريمو دي ريفيرا استقالته للملك.

## البداية
أعلن بريمو دي ريفيرا يوم 13 سبتمبر 1926 في بيان رسمي تحدث فيه عن إنشاء برلمان مهمته الرئيسية هي "تحضير مشروع برلماني وتقديمه إلى الحكومة في فترة ثلاث سنوات، وإكمال التشريعات العامة في ذات الوقت، ويجب أن تخضع إلى جميع الآراء الصادقة للرأي العام، وفي الجزء المناسب. وسلط الضوء على مشروع من القوانين الدستورية، ومع ذلك لم يعط للبرلمان الجديد صفة الجمعية التأسيسية بسبب معارضة الملك، ولكن مهمته توافقت مع المجلس الذي حل محله أو الاستفتاء على مشروع الدستور الذي أقره ذلك. وقد قاوم ألفونسو الثالث عشر لعام كامل، ولكنه في النهاية وقع على مرسوم الملكي بقانون من 12 سبتمبر 1927 بدعوة الجمعية الاستشارية الوطنية. يجب ألا تكون برلمانًا ولن تقوم بالتشريعات الدستورية وليست لها صفة السيادة. وبالأحرى فهي هيئة معلومات ونقاش واستشارة عامة متعاونة مع الحكومة ويجب أن تشرع خلال فترة ثلاث سنوات مسودة برلمانية وتشريعاتها.
كانت الجمعية الاستشارية الوطنية عبارة عن مجلس تعاوني، اعتمد بالكامل على السلطة التنفيذية، مع وجود أعضاء معينين من مجالس المدن ومجالس المقاطعات والاتحاد الوطني وأجهزة الدولة وإداريين بارزين والجيش والقضاء والكنيسة إلى جانب ممثلين من العمال والتجارة والثقافة والفنون وغيرها من أنشطة الحكومة، كان هناك 71 فقط من نواب وأعضاء مجلس الشيوخ الكورتيس، بينما معظمهم كان من سياسيي الدرجة الثانية من الأحزاب الحاكمة السابقة. ووفقا لإدواردو غونزاليس كاليخا:«كان مجلس انتقالي بحت حيث ولد ولادة غير شرعية» لكن على أي حال ألغى صورة الديكتاتورية بأنه نظام مؤقت، وفتح الطريق لإنشاء نظام استبدادي.
تعد الجمعية الاستشارية الوطنية أول مجلس تعاوني في أوروبا في فترة ما بين الحربين العالميتين. حيث قسمت إلى ثمانية عشر قسمًا وكل قسم به أحد عشر عضوًا من الجمعية ويعينهم الرئيس. وكان أهمها القسم الأول الذي كان عليه إعداد «مشاريع القوانين التأسيسية».

## إعداد

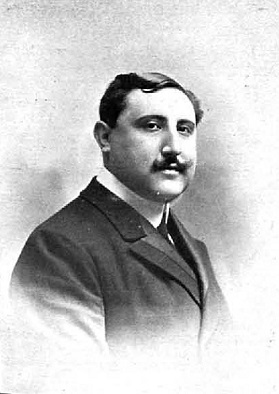
كان غابرييل مورا أحد أقوى المدافعين عن صياغة دستور جديد بالكامل.

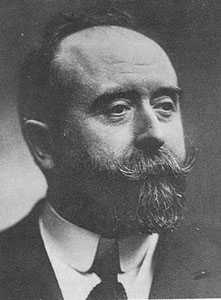
دافع خوان دي لا سييرفا عن إصلاح دستور 1876 وعارض وضع أي دستور جديد.

ظهر انقسام واضح في مناقشات القسم الأول بين أولئك الذين دافعوا على الحفاظ على جزء من دستور 1876 بحجة أنه لا يمكن الاستغناء عن روح انعدام الوزن الأساسية لضمان حقوق المواطنين والأداء الطبيعي للقوى أمام اليمينيين المتطرفين الذين أدركوا أن الإصلاح الدستوري يجب أن يمتد أيضًا إلى موضوع تلك الحقوق لإقراره، والأسباب التي جعلتهم يعارضون وضع دستور جديد تماما. أما مؤيدي الخيار الثاني فكان منهم خوسيه ماريا بيمان الذي يعتبر أحد الأيديولوجيين الرئيسيين في الديكتاتورية، أعلن عن الوصايا العشر التي كشف فيها عن عقيدته السياسية. حيث أن الدستور هو احترام التقاليد المجيدة... لإسبانيا، أي إلى دستورها الداخلي وطريقة الوجود والحتمية الحقيقية لكائن الأمة الذي كانت قيمه العليا هي العائلة ومؤسسة للقانون الطبيعي، وامتداد لذلك يكون فهم الملكية والأمة والسلطة والدولة.
ومع ذلك، فإن أقوى المؤيدين لدستور جديد بالكامل هم أتباع الحزب الموري. حيث اعتبر غابرييل مورا غامازو أن دستور 1876 فشل مع النظام البرلماني ودافع أنطونيو غويكويشيا المعجب بموسوليني عن نموذج مشابه للنموذج الفاشي: ديكتاتورية بحكومة مدعومة من النخب وتكون مجمعا للنقابوية. أما أتباع الكارلية التقليدية فقد ادعوا أن «الدستور الحقيقي لإسبانيا» هو امتيازات المقاطعات وقوانينها القديمة.
وكان بريمو دي ريفيرا أيضا يرغب بصياغة دستور جديد دون اعتبار لدستور 1876 الذي استمر حتى سبتمبر 1923 تحت حكم النظام الملكي للبوربون منذ 1875. وفي يونيو عام 1928 نشر بيانا ذكر فيه أن الدستور الجديد ينبغي أن يستند على مبدأ نقله من الفاشية، واعتمد على «سيادة الدولة» بدلا من المبدأ الليبرالي للسيادة الوطنية والفكر المحافظ-الليبرالي للسيادة المشتركة بين الملك وكورتيس الذي استند على دستور 1876. واعتبر الجيش أيضا ذراع الدولة ووضعه فوق الكورتيس. بمجلس واحد وينتخب بالاقتراع الجماعي. وإن الاتحاد الوطني هو الحزب الوحيد في النظام الجديد، لأن «تجمعنا هو فقط سينال الحماية [الرسمية] وسيكون مشبعا بالعقيدة المذهبية من الحكومة». على الرغم من أنه سيتساهل مع الحزب الاشتراكي إذا لم يشارك في السياسة وأن تقتصر أدائه فقط في المهام الاجتماعية والاقتصادية. وأخيراً اقترح الموافقة على الدستور الجديد من خلال الاستفتاء.
فرض رأي الحزب الموري بدعم من بريمو دي ريفيرا على القسم الأول، ووضعت مسودة جديدة بالكامل للدستور. وصوت خوان دي لا ثييرفا ضد النص النهائي لأنه استمر في اعتبار أن ما كان ينبغي عمله هو إصلاح دستور 1876. وحسب المؤرخ شلومو بن عمي كانت الرؤية التي انتصرت هي رؤية دولة جديدة وليست رقعة من الدولة القديمة.
قدم القسم الأول المسودة الأولية للدستور في مايو 1928 وبعد عدة أشهر بدأ في صياغة القوانين الدستورية التكميلية (القانون الأساسي لمجلس المملكة، والقانون الأساسي لبرلمان المملكة، والقانون الأساسي للسلطة التنفيذية، والقانون الأساسي للسلطة القضائية وقانون النظام العام) الذي تمت صياغته في مايو 1929. وأُعلن عن المسودة الدستورية النهائية في 5 يوليو 1929، وفي اليوم التالي تمت قراءتها في الجلسة العامة.

## المحتوى
احتوت مسودة الدستور على 104 مادة مفرزة تحت 10 عناوين. وتستند المسودة على ثلاثة مبادئ غير قابل للتغيير كما جاء في المادة (102):"إن وحدة من الدولة الإسبانية، وجود الحكم ملكي دستوري وراثي بأنه شكل من أشكال الحكومة وإسناد السلطة التشريعية بين الملك البرلمان، مما يعني أنه لا توجد حالة للمراجعة. وألغت السيادة الوطنية التي كانت الدولة تتمسك به بأنه شكل دائم في الأمة. على الرغم من أن المسودة عرفت إسبانيا بأنها "دولة ذات تشكيل موحد سياسيا" إلا أن هذا لايعني أن الأمة تمارس السيادة. يقول بن عامي:"أعادت المسودة البلد بشكل لارجعة فيه وبلا نزاع إلى دولة ملكية".
فالبدعة الجديدة الرئيسية للمشروع هو منح صلاحيات واسعة للملك، مقابل تقليصها الجذري للكورتيس، لذلك يمكن تسميته خطاب منح ذلك بدلا من مشروع دستور، كما حذر بعض الفقهاء البارزين بالفعل عندما تم الإعلان عن المشروع. لم يشكل الملك «السلطة المعتدلة» في النظام الملكي الدستوري، لكن الصلاحيات التي اعطيت له قربته من ملكيات الأنظمة القديمة. حيث حرية تعيين الوزراء دون الاضطرار إلى تقديم تقرير عن أفعالهم أمام الكورتيس. ولديه مبادرة تشريعية حصرية جنبا إلى جنب مع الحكومة التي يعينها حول أمور مهمة مثل السياسة الخارجية والعلاقات مع الكنيسة الكاثوليكية والمعاهدات التجارية والدفاع وإصلاح الدستور والضرائب والقضايا، وله حق النقض على القوانين التي مررها الكورتيس من خلال مشاركته السلطة التشريعية؛ بالاتفاق مع الحكومة التي عينها، وله الحق بإغلاق البرلمان دون أي قيد وتعليق الحقوق العامة دون دعم، بالإضافة إلى اعطاء نفسه سلطات استثنائية في حالات «اضطراب داخلي خطير يهدد أو يعرض الأمن العام للخطر». ويمكنه التدخل بالسلطة القضائية. بالإضافة إلى ذلك يسيطر الملك على مجلس المملكة ولجنته الدائمة.
لم يكن لمجلس المملكة أي ذكر في أي من دساتير الإسبانية، ويشبه في تكوينه ماكان موجودا في مؤسسات النظام القديم«، كما سيطرت الطبقة الأرستقراطية عليه وايضا رجال الدين والجيش وكبار المسؤولين الحكوميين» كما ذكر إدواردو غونزاليس كاليخا. تألف المجلس من 50 إلى 70 عضواً، نصفهم يعينهم الملك (تسعة) أو كانوا جزءاً من المؤسسة وينتمون إلى العائلة المالكة (وريث العرش وبقية أبنائه وأطفال الوريث) أو بسبب موقعه، والذين لهم صلاحية التدخل في تعيينات الملك (رئيس أساقفة طليطلة وجنرالات سابقين من الجيش والبحرية ورئيس أو مدعي عام المحكمة العليا ورؤساء مجالس الدولة وزارة الخزانة العامة والمجلس الأعلى للجيش والبحرية وعميد مجلس نبلاء إسبانيا). وقد تم اختيار النصف الآخر من بعض التعاونيات (مجالس الممتلكات، غرف التجارة والصناعة) وعن طريق التصويت الشعبي، ولكن ينبغي أن يكون المرشحين من الوزراء السابقين والأساقفة وضباط برتبة عمداء وأعضاء من طبقة النبلاء، الخ وأخيرا كان هناك ثلاثة أعضاء في المجالس ترشحهم مدارس القانون، واحد من الأكاديمية الملكية للقانون والتشريع وواحد من نقابات المحامين، والتي ستشكل القسم القانوني.

## ردود الفعل
في اللحظة التي ظهر المشروع للعلن أطلق الدستوري الشهير ماريانو غوميز عليه اسم خطاب منح وشدد على أنه شوه تماما تاريخ إسبانيا الدستوري. فاجتمع المحافظين والليبراليين والاشتراكيين والجمهوريين في رفضهم المشروع رفضا قاطعا، وتعرضت الجمعية الاستشارية الوطنية أيضا إلى انتقادات.
في الواقع لم يُرضِ المشروع أحدا ولا حتى بريمو دي ريفيرا نفسه نظرا للصلاحيات الواسعة التي منحت لمجلس المملكة وقبل كل شيء للملك ذاته على حساب الحكومة ورئيسها. وكتب الدكتاتور إلى غابرييل مورا:«أحد أخطاء السياسة القديمة هو السماح للملك بلعب دور أكبر من اللازم». وقال أيضا لسفير إيطاليا الفاشية في مدريد: على عكس «حذر وحكمة الملك الإيطالي» فإن العاهل الإسباني يميل إلى التصرف من تلقاء نفسه، وبالتالي كان علينا أن نحد من قدرته على العمل. في 13 سبتمبر 1929 في الذكرى السادسة للانقلاب أعلن بريمو دي ريفيرا عن تحفظاته حول مشروع الدستور لافتا إلى أنه «خلل في توازن القوى» لصالح التاج ومجلس المملكة.
لذلك توقف تقديم مشروع المسودة بالكامل بعد بضعة أشهر، بحيث ركز النقاش السياسي حول افتتاح حقبة تأسيسية حقيقية كما أشار جينوفيفا غارسيا، وفي نهاية المطاف تدمرت الديكتاتورية بصيغتها السياسية الحالية بسبب عدم قدرتها على إيجاد صيغة مؤسساتية مختلفة. فالفشل السريع لمشروع المسودة ترك الحكومة في حالة موت، إلى جانب تراكم المشاكل السياسية والأزمة المالية التي عجلت بهزيمة النظام.